# Hormosoma
Hormosoma is een geslacht van zeeanemonen uit de klasse van de Anthozoa (bloemdieren).

## Soort
- Hormosoma scotti Stephenson, 1918